# Juan Havana
Juan Hektor Paez Larraguibel alias JuanHavana och Magyver Juan, född den 24 februari 1981 i Kallinge kyrkobokföringsdistrikt, Blekinge län, är en svensk rappare och radiopratare. Larraguibel växte upp i Kroksbäck i Malmö.
Han är en av medlemmarna i hiphop-gruppen Advance Patrol. Han har jobbat på Sveriges radios kanal Din gata 100,6 tillsammans med Helen Findley. Han jobbar nu på Relationsradion i P3 där han är programledare tillsammans med Isabelle Hambe. Juan medverkade i dokumentärfilmen "Gå Loss" 2004.